# Aliveroviće
Aliveroviće (em cirílico: Аливеровиће) é uma vila da Sérvia localizada no município de Sjenica, pertencente ao distrito de Zlatibor. A sua população era de 30 habitantes segundo o censo de 2011.

## Demografia
| 1948 | 1953 | 1961 | 1971 | 1981 | 1991 | 2002 | 2011 |
| ---- | ---- | ---- | ---- | ---- | ---- | ---- | ---- |
| 129  | 136  | 134  | 134  | 139  | 157  | 157  | 30   |